# 区域麻酔

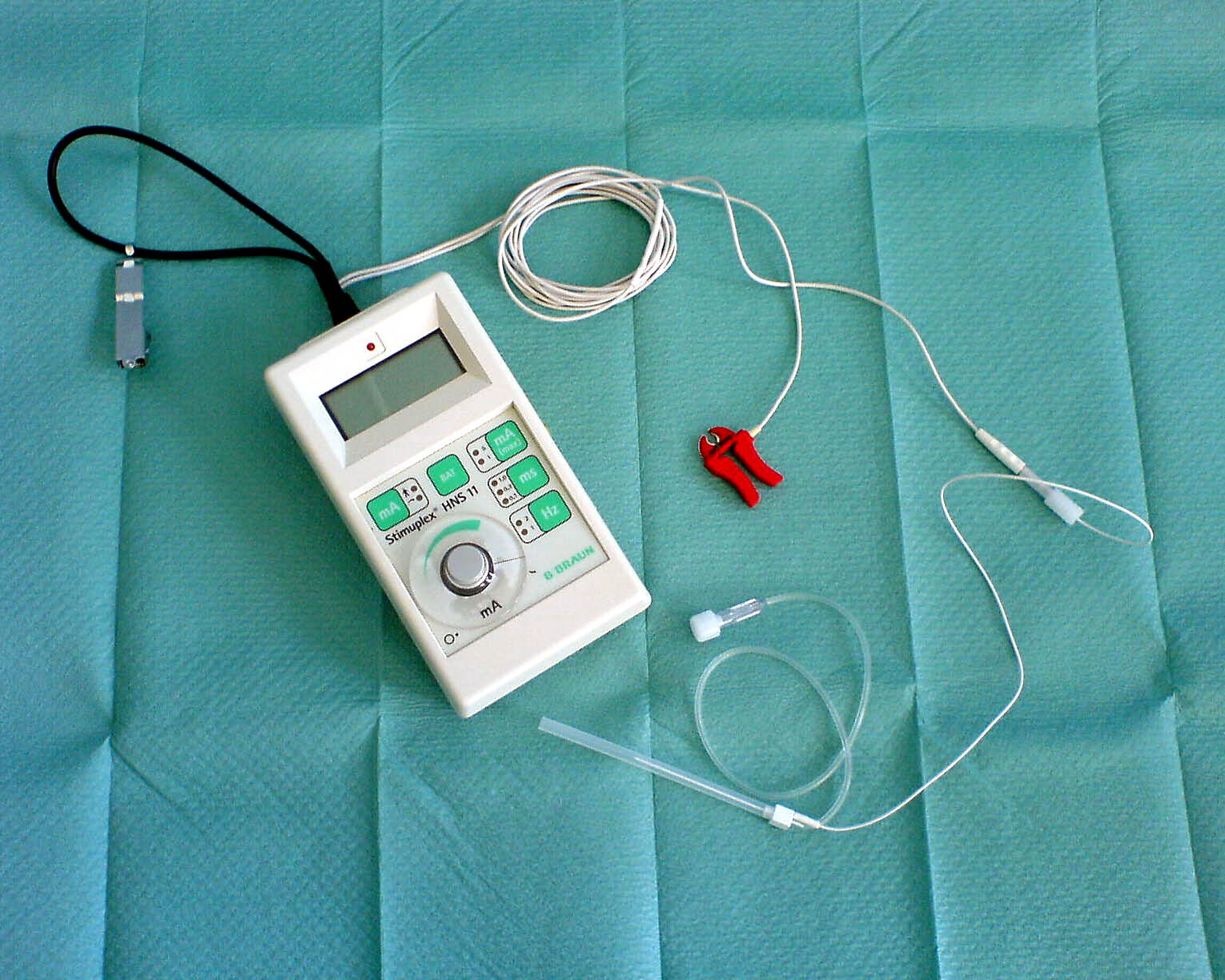
神経ブロック用の穿刺針（下、保護シース内）。神経刺激装置に接続され、神経の位置を確認できる。

区域麻酔（くいきますい、英: regional anesthesia）とは、意識に影響を与えることなく、身体の特定の部位の痛みを取り除く（局所の疼痛緩和）ことを目的とした一連の麻酔法の総称である。広義の局所麻酔を意味する麻酔科学の専門用語である。これらの麻酔法は、麻酔薬（主に局所麻酔薬）を標的へ投与することで、神経の機能を一時的かつ可逆的に抑制し、それによって無感覚になり、患者は痛みから解放される。このような 「部分麻酔」は、1回の注射、あるいは痛み止めのカテーテルを留置することによって行われ、手術後も効果的な痛み止め治療を継続することができる。区域麻酔と全身麻酔の組み合わせは、併用麻酔（英: Combination anesthesia）と呼ばれる。

## 分類
区域麻酔は以下の3種に大別される。
1. 組織そのものに注射するもの
2. 患部四肢の静脈に注射するもの

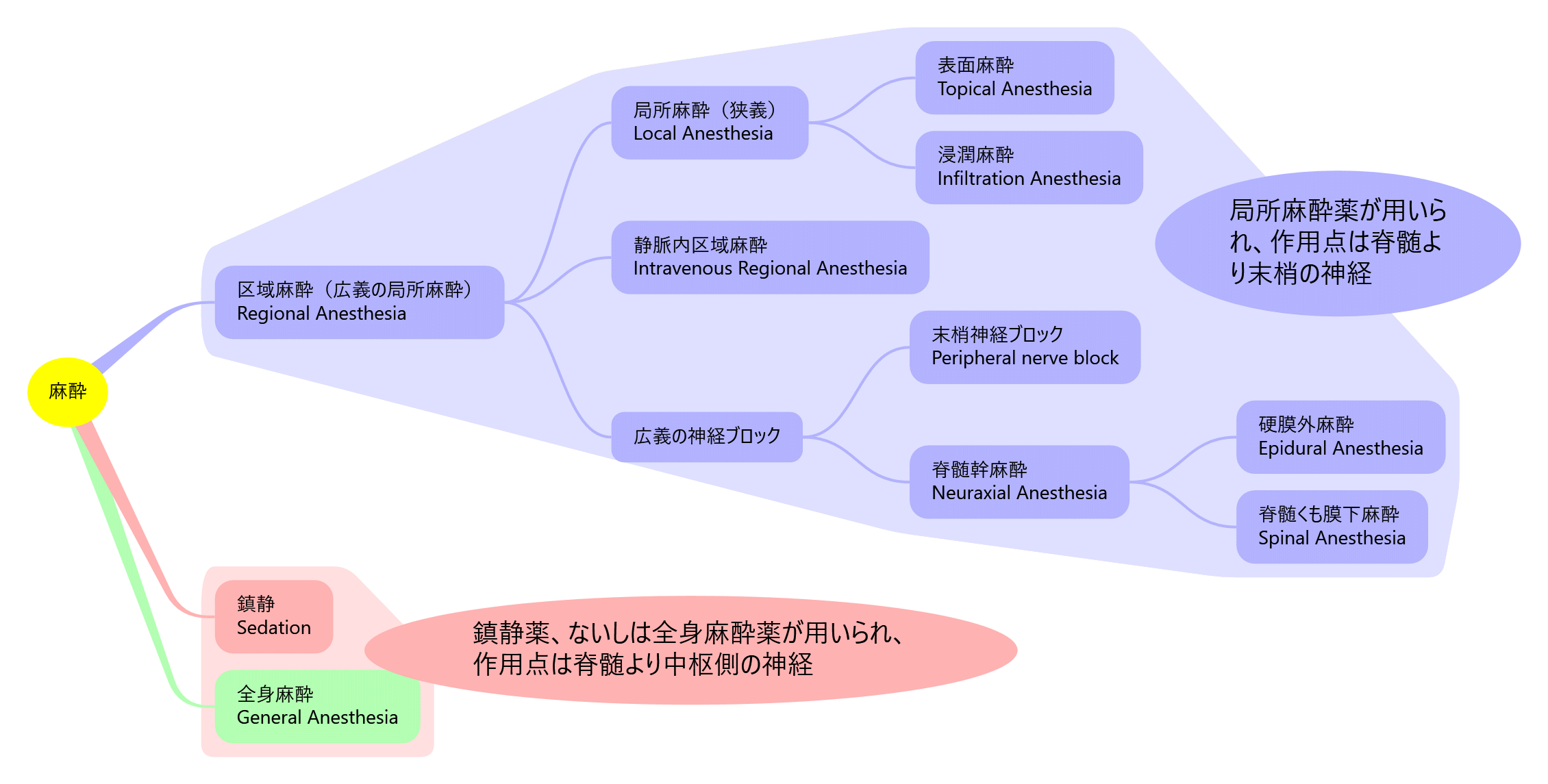
麻酔法の分類

3. 患部の感覚を脳に伝達する神経幹の周りに注射するもの

1は浸潤麻酔ないしは表面麻酔であり、狭義の局所麻酔に分類される。2は静脈内区域麻酔であり、これは局所麻酔薬を腕（または脚）の駆血後の静脈に注射し、そこから神経線維や神経終末に拡散させることで、当該四肢の麻酔を可能にするものである。3は広義の神経ブロック（英: nerve block）と呼ばれ、さらに末梢神経ブロック（peripheral nerve block、狭義の神経ブロック）と脊髄幹ブロック（neuraxial block、脊髄くも膜下麻酔や硬膜外麻酔などの脊髄に近い局所麻酔）に分けられる。局所麻酔（英: local anesthesia）は広義には区域麻酔と同義であり、狭義には浸潤麻酔と表面麻酔を意味するが、厳密に区別して記載されていないことも多い。

### 浸潤麻酔
浸潤麻酔（又は局所浸潤麻酔）では、局所麻酔薬を麻酔対象部位の組織に浸潤させる。毒性を軽減し（吸収を遅らせる）、作用時間を延長するために、局所麻酔薬に血管収縮剤（アドレナリン、ノルアドレナリン）を少量添加したものを使用することもある。浸潤麻酔は、歯科では、伝達麻酔の適応ではないすべての処置に頻繁に行われる。

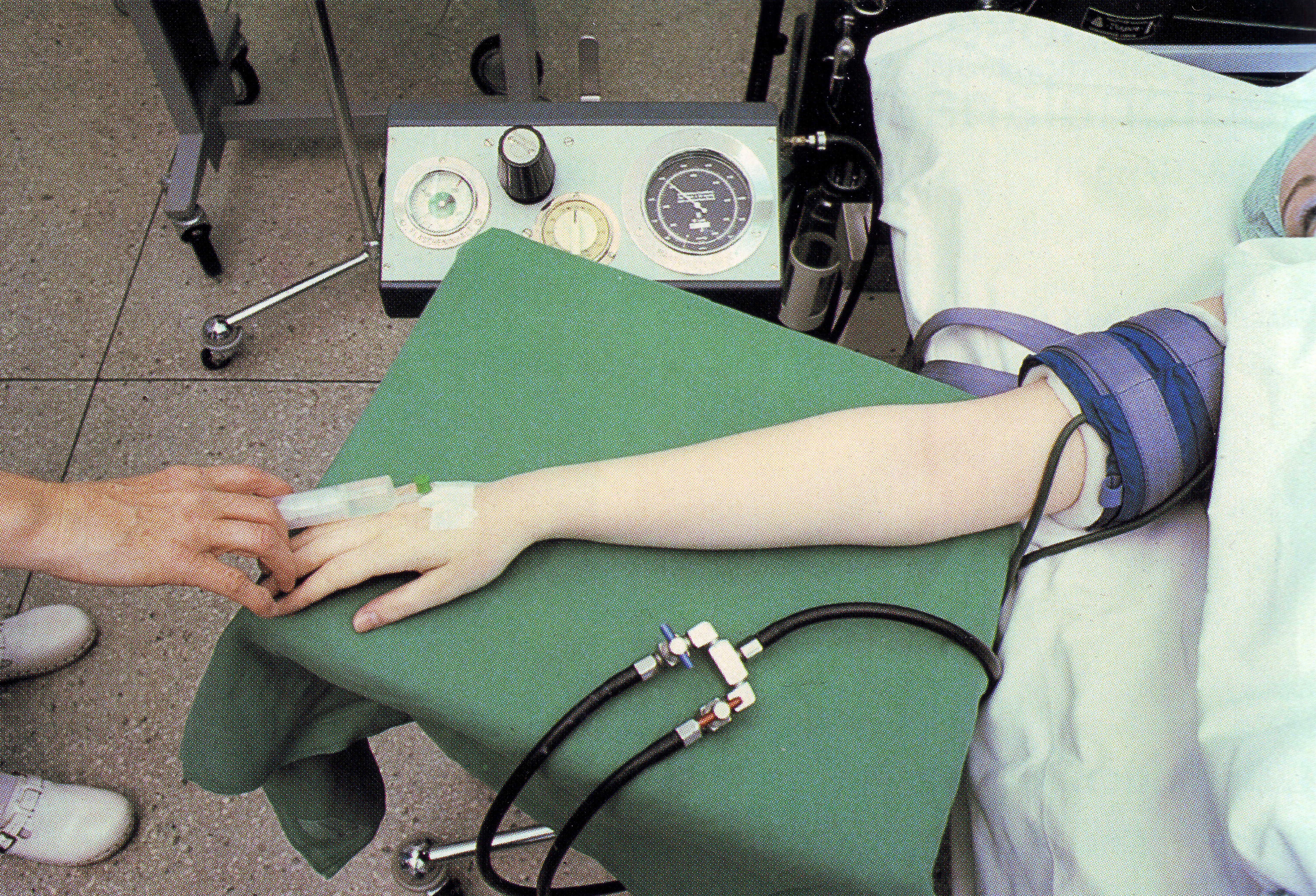
静脈内区域麻酔。上腕をターニケットで駆血してから局所麻酔薬を静脈内注射している。

### 静脈内区域麻酔
静脈内局所麻酔（又はBierブロック）では、局所麻酔薬は神経近辺ではなく、あらかじめ駆血した四肢（通常は腕）の静脈に注入する。そこから活性物質が敏感な神経終末や神経に拡散する。

### 神経ブロック

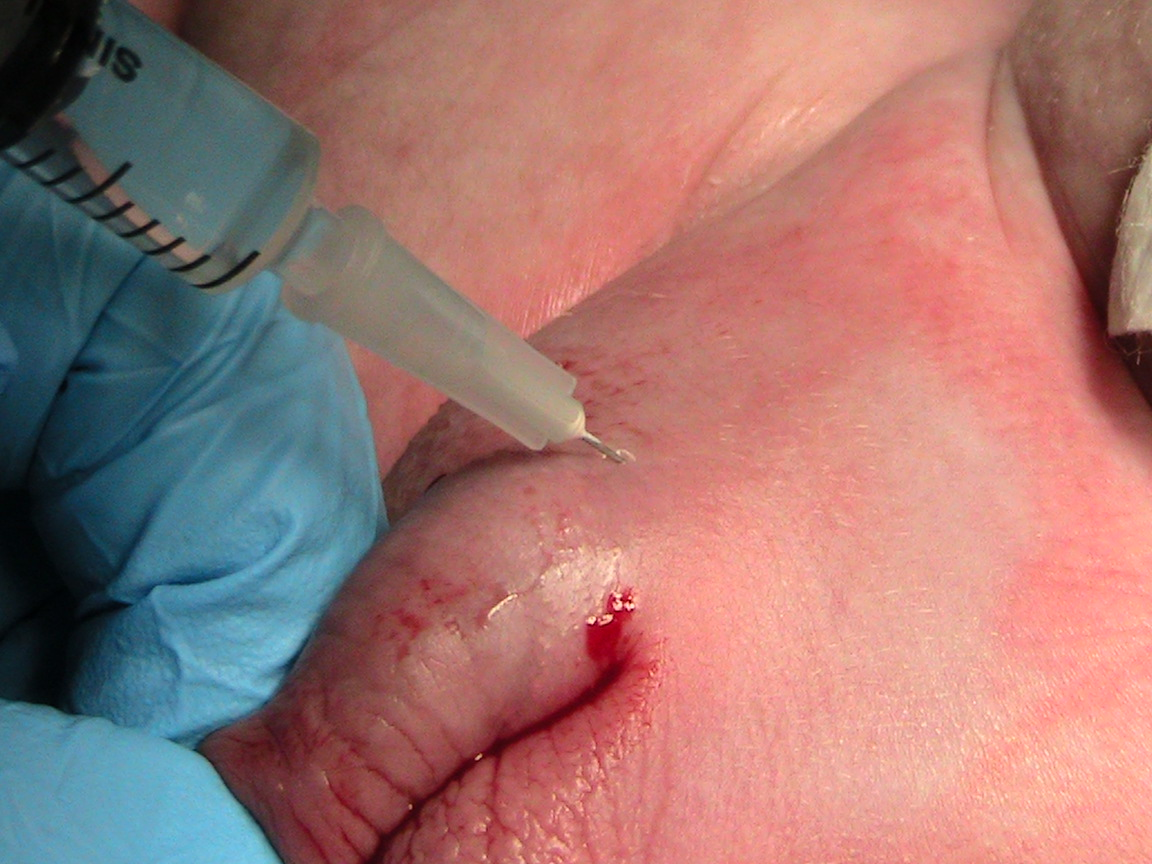
陰茎背神経ブロック

神経ブロック（又は末梢神経ブロック）とは、身体の特定の部位を支配している個々の神経または神経叢を標的として遮断する方法である。これらの部位は、解剖学的ランドマーク、神経刺激装置、または超音波ガイド下で位置決めされ、専用の注射針を通して局所麻酔薬を注入することで麻酔される。近年、標準となっている超音波ガイド下手技は、ブロックの失敗率を減らし、作用時間を延長し、血管を傷つけるリスクを減らすことができる。腕（上肢）に対する一般的な手技は、腕神経叢ブロック（鎖骨上ブロック（クーレンカンプ法）、斜角筋間ブロック、鎖骨下ブロック、腋窩ブロック）、および腕や指の個々の神経のブロック（指神経ブロック（Oberstブロック））である。下肢では、個々の神経のブロックに加えて、腰神経叢のブロック（大腰筋筋溝ブロック、大腿神経ブロック、閉鎖神経ブロック）および仙骨神経叢のブロック（坐骨神経ブロック）が行われる。眼科では、球周囲麻酔や球後麻酔が一般的で、特に眼内の処置に用いられることが多く、眼輪筋の一時的麻痺のためにいわゆる顔面神経ブロックと併用されることもある。神経ブロックは歯科でも頻繁に行われ、主に下顎神経を遮断するが、その他の末梢神経も遮断する。

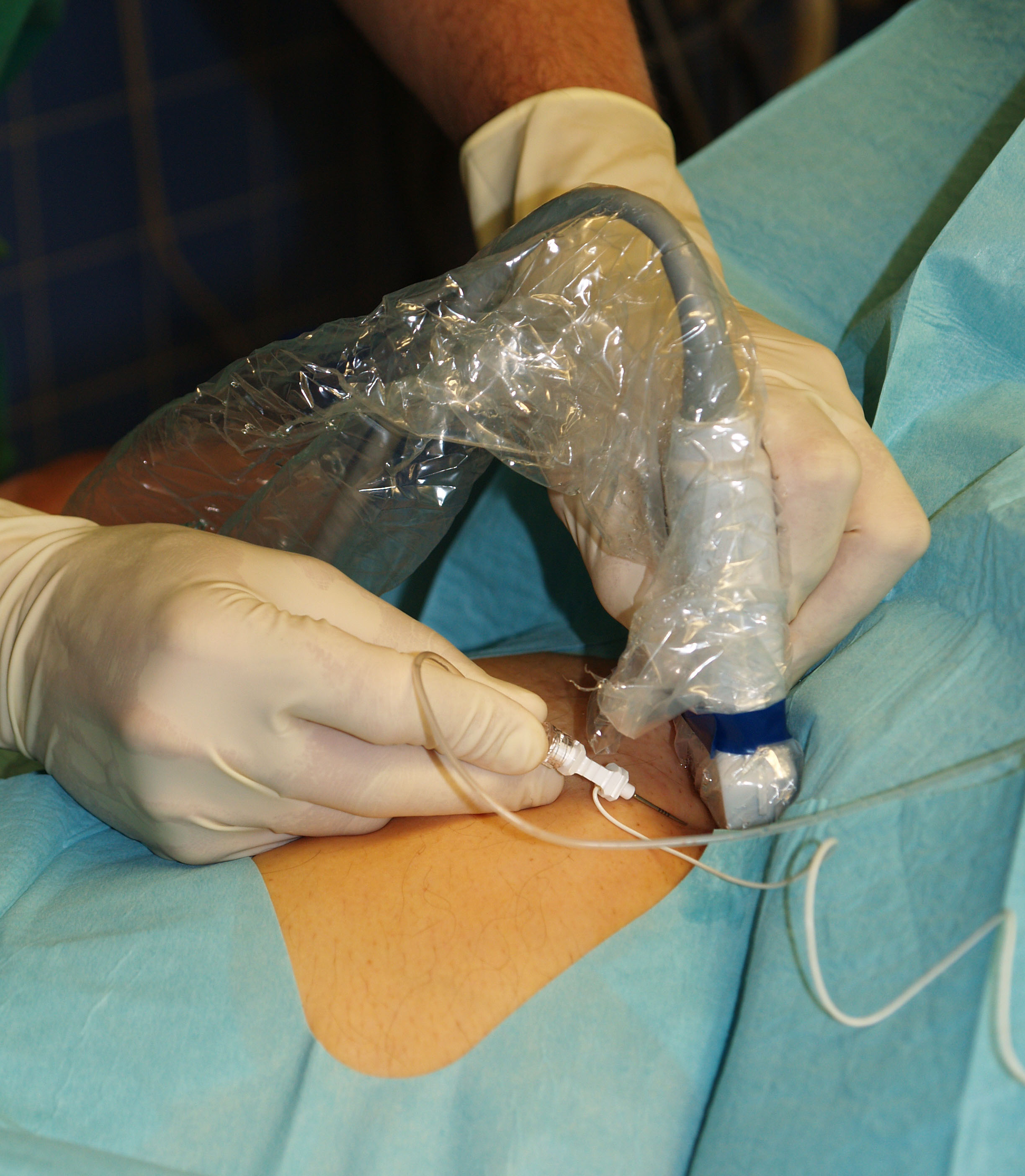
超音波ガイド下大腿神経ブロック

神経や神経束に効果的に麻酔をかけるには、麻酔薬が神経の周囲に行き渡るように、針の先端をできるだけ神経に近づけて注射する必要がある。命にかかわる中毒（局所麻酔薬中毒）や気胸などの合併症を避けるため、針の先端が血管に入ってはならないし、肺などの臓器を傷つけてもならない。一方、神経への注射とそれによる神経損傷を避けるため、針は神経に近づけすぎてもならない。ドイツ麻酔科学・集中治療医学会（Deutschen Gesellschaft für Anästhesie und Intensivmedizin: DGAI）のガイドラインによれば、超音波または神経刺激、あるいはその両方を同時に用いて神経の位置を特定することができる。超音波を使用する場合は、針先の位置を常に安全に可視化する必要がある。これを容易にするため、表面を粗くしたり切り欠いたりすることで、超音波画像に映りやすくした針もある。電気神経刺激で神経を刺激する場合、針先が神経近傍の筋活動を誘発できるように、2Hz、パルス幅0.1ms、電流強度2.0～0.5mAの電流パルスを使用する。0.5mA以下で筋活動が誘発される場合は、針が神経に近すぎる可能性があり、その場合は針先を少し引く必要がある。純粋に感受性の高い神経（C線維）に対しては、感受性の高い反応を得るためにより広いパルス（1.0ms）を設定できる機種がある。糖尿病、多発性神経炎、腎不全は神経の興奮性を低下させることがある。その場合、パルス幅を1.0msにするか、電流強度を上げてよい。

### 脊髄幹麻酔

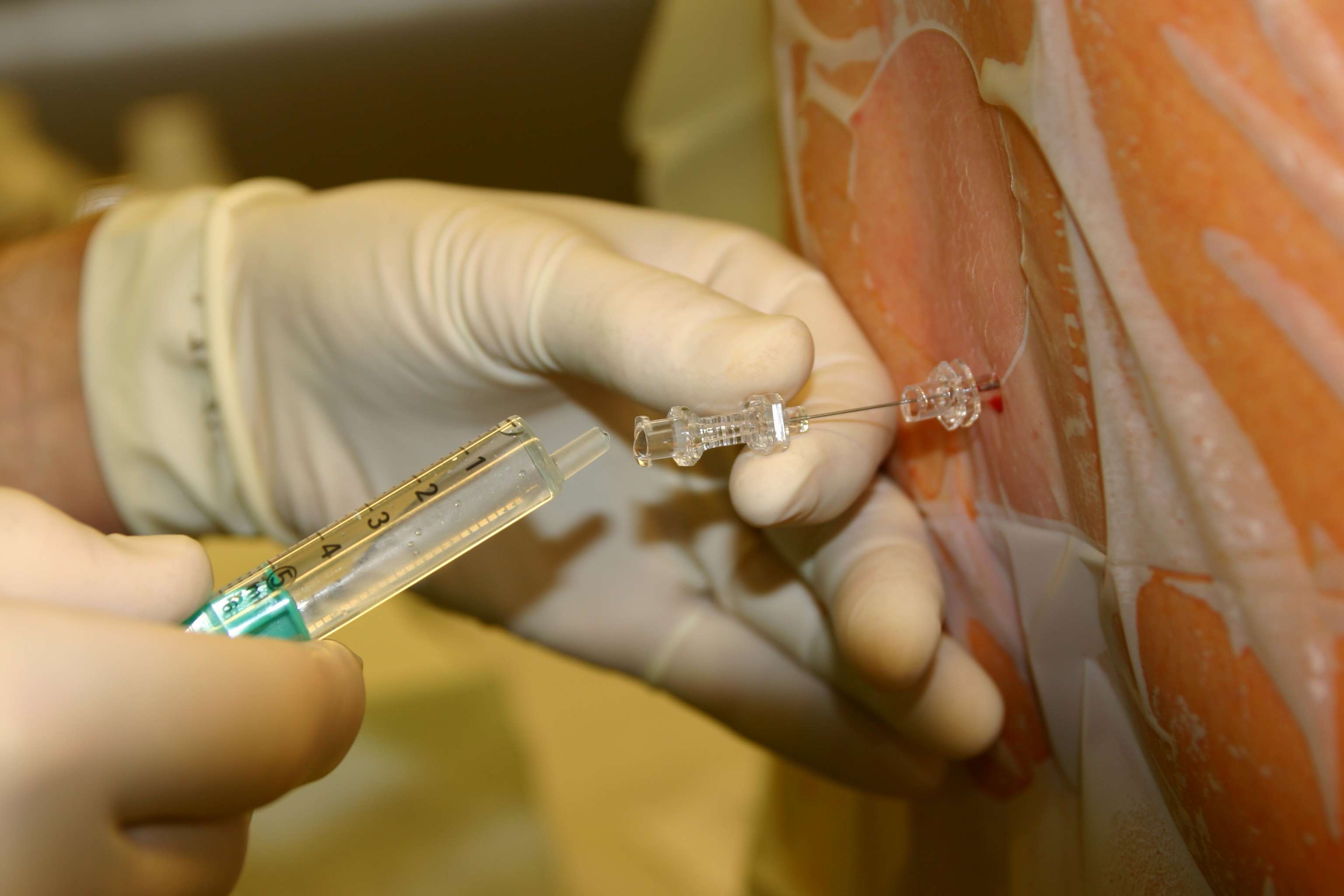
脊髄くも膜下麻酔

脊髄くも膜下麻酔と硬膜外麻酔は、併せて脊髄幹麻酔（又は脊髄幹ブロック）と呼ばれる。これらの手技では、局所麻酔薬は脊髄に由来する神経根に作用する。1900年頃に導入された脊椎くも膜下麻酔では、腰椎の高さでくも膜下腔を穿刺し、薬剤（主に局所麻酔薬）を注入することで、下半身の完全麻痺が短時間で達成される。原則として、注射は1回だけである。一方、硬膜外麻酔では、通常挿入されるカテーテルが硬膜外腔に留まるため、局所麻酔薬は主に髄膜の外側で脊髄につながる脊髄神経に作用する。脊髄くも膜下麻酔では、薬剤の髄腔内への分布により、麻酔部位以下のすべての神経線維が麻酔されるが、硬膜外麻酔では穿刺レベルを中心として帯状に麻酔される（分節麻酔）。脊髄くも膜下併用硬膜外麻酔、Combined spinal epidural anesthesia: CSEAは、脊髄くも膜下麻酔の迅速で完全な麻酔作用発現と硬膜外カテーテルの長期にわたる有効性が相互に作用するよう、両方の手技を組み合わせたものである。

## 適応
区域麻酔は近年ますます適応の範囲が広がっている。とりわけ、術後疼痛に対する有効性が非常に高く、副作用が少ないこと、その結果、回復室での滞在期間が短く、場合によっては入院期間も短くなることが、これらの手技が支持される理由である。加えて、心血管系への負担が少ないため、合併症も起こりにくい。
区域麻酔は多くの場合、以下のような目的で行われる：
- 歯科治療
- 四肢、肩、股関節の処置
- 下腹部の処置
- 産婦人科の処置
- 血管外科（頚動脈など）
- 泌尿器科の処置（前立腺、膀胱、生殖器）[18]
- 術後の疼痛管理
- 慢性的な鎮痛薬摂取/薬物乱用のある患者
- ERASプロトコル（術後回復強化プログラム）準拠の手術[19]

以下の場合には、区域麻酔を行ってはならない（相対禁忌を含む）：
- 患者の拒否
- 非協力的な患者
- 穿刺部の感染
- 局所麻酔薬に対するアレルギー
- 局所麻酔薬の添加剤（例、防腐剤）に対するアレルギー
- 特定の配合局所麻酔製剤に含まれる血管収縮薬に対する不耐性
- ショック
- 敗血症
- 免疫抑制
- 血液凝固障害または治療的抗凝固療法中

## 歴史

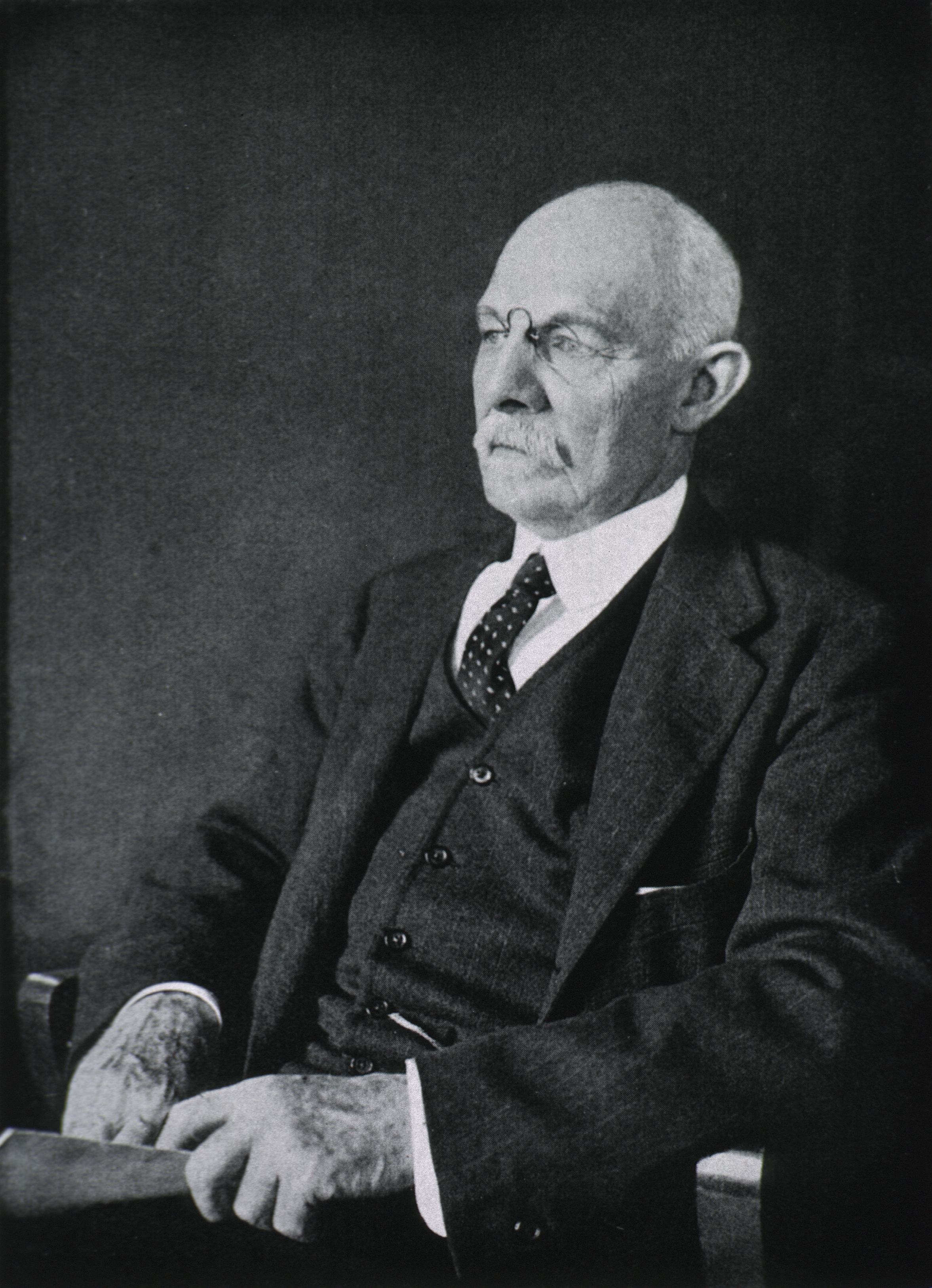
ウィリアム・スチュワート・ハルステッド。外科学と麻酔科学に多大な功績を残した。

古代から中世にかけて、局所の痛みを和らげるには、特に湿布、絆創膏、軟膏が用いられた。例えば、マンドレイク、ヒヨス、トリカブト、アヘンの絞り汁、インド大麻などが用いられたが、外科手術には十分ではなかった。寒冷麻酔のために皮膚を冷やすことは、おそらく古代において身体の一部の痛みを和らげるために用いられた方法であろう。紀元1世紀にガイウス・プリニウス・セクンドゥスによって言及されたメンフィスの石（Historia naturalis.第36巻）は、小さく砕いて酢と混ぜ合わせ、手術する場所に塗ると、痛みを和らげる（鎮痛）効果があったと言われている。1550年、フランスの外科医アンブロワーズ・パレによって、神経を圧迫する方法が紹介された。彼は、切断の前にターニケットを使用して四肢を絞扼することで無感覚にした。神経と血管を圧迫するこの方法は、17世紀にイタリアのヴァルヴェルディ（Valverdi）によって緊縛法（ligatura fortis）としても行われた。1784年、イギリスの外科医ジェームス・ムーアは、下肢の支配神経である坐骨神経や脳神経に対する圧迫麻酔について、圧迫用の2つのパッドのある鉄の輪で神経を挟む方法を述べていたが、この手技自体が苦痛を伴った。1892年に浸潤麻酔が登場する前の1884年、アメリカの外科医ウィリアム・スチュワート・ハルステッドとリチャード・L・ホール（Richard L. Hall）によって末梢神経ブロックの開発が始まり、前腕と下顎の手術中の鎮痛のために関連する神経の近くにコカイン溶液を注入した。1897年、George Washington Crileは、クリーブランドで大腿切断術を行ったが、その際、末梢神経ブロックを行うことで鎮痛に成功した。その後、この方法はアメリカの脳外科医ハーヴェイ・クッシングによってさらに改良され、鼠径ヘルニアや甲状腺腫瘍の外科的治療に用いられた。1889/1890年、マクシミリアン・オベルストは、彼の名を冠した神経周囲の神経ブロックを系統的に開発した。最初の近代的な区域麻酔法としては、1898年にキールの外科医アウグスト・ビーア（1861-1949）によって腰椎麻酔として脊髄くも膜下麻酔が開発され、1908年には静脈内区域麻酔が開発された。 1901年には、フランスの医師カテラン（Fernand Cathelin、1873-1945）とシカール（Jean Athanase Sicard、1872-1929）が、硬膜外麻酔の最初の経験を独立して発表した。